# Francisco Risiglione
Francisco Resiglione, född 18 januari 1917, död 28 juli 1999, var en argentinsk boxare.
Risiglione blev olympisk bronsmedaljör i lätt tungvikt i boxning vid sommarspelen 1936 i Berlin.